# Грдиот Нарцис
Грдиот Нарцис је југословенски телевизијски филм из 1968. године. Режирао га је Ацо Алексов а сценарио је написао Томе Арсовски.

## Улоге
| Глумац        | Улога |
| ------------- | ----- |
| Љупка Џундева |       |